# Numb3rs
Numb3rs är en amerikansk TV-serie från 2005 som kretsar kring FBI-agenten Don Eppes (Rob Morrow) och hans yngre bror Charlie Eppes (David Krumholtz), som är vad man kan kalla ett matematiskt geni och verksam vid California Institute of Technology. Tillsammans löser de brott på olika sätt, när Don är ute på fältet sitter Charlie på kontoret och försöker lista ut vem som är boven med hjälp av formler och ekvationer. Peter MacNicol spelar Charlies vän, Dr. Larry Fleinhardt som är fysikprofessor, och Judd Hirsch spelar brödernas far.

## Rollfigurer
| Namn             | Skådespelare    | Sysselsättning                 |
| ---------------- | --------------- | ------------------------------ |
| Don Eppes        | Rob Morrow      | FBI-agent                      |
| Charlie Eppes    | David Krumholtz | Matematiker/FBI/NSA-konsult    |
| Alan Eppes       | Judd Hirsch     | Tidigare stadsplanerare i L.A. |
| Megan Reeves     | Diane Farr      | FBI-agent/profilerare          |
| Larry Fleinhardt | Peter MacNicol  | Fysiker/FBI-konsult            |
| Amita Ramanujan  | Navi Rawat      | Matematiker/FBI-konsult        |
| David Sinclair   | Alimi Ballard   | FBI-agent                      |
| Colby Granger    | Dylan Bruno     | FBI-agent                      |

## DVD-utgåvor
| Säsong               | Releasedatum      | Övrigt      |
| -------------------- | ----------------- | ----------- |
| Säsong 1 (2005)      | 15 november, 2007 | Svensk text |
| Säsong 2 (2005–2006) | 27 juni, 2007     | Svensk text |
| Säsong 3 (2006–2007) | 11 juni, 2008     | Svensk text |
| Säsong 4 (2007–2008) | 2009-06-24        | Svensk text |
| Säsong 5 (2008–2009) | 2010-06-23        | Svensk text |
| Säsong 6 (2009–2010) | 2011-07-20        | Svensk text |